# 静安寺街道
静安寺街道是中国上海市静安区所辖的5个街道办事处之一。其辖区位于静安区西南部，面积1.57平方公里，户籍人口4.23万人。
静安寺街道辖区历史上是上海的高档住宅区，南京西路、北京西路、华山路、愚园路均是時尚購物街，华山医院、华东医院位于此处。1980年代以后又集中希尔顿宾馆、贵都饭店等不少高级宾馆，逐渐演变为高楼林立的景观。
静安寺街道辖区内的宗教场所有静安寺和基督教新恩堂。

## 行政区划
下辖11个居委会：愚谷村居委会、四明居委会、静安居委会、三义坊居委会、百乐居委会、景华居委会、华山居委会、海园居委会、美丽园居委会、裕华居委会、嘉园居委会。